# 広西大学
広西大学（こうせいだいがく、中国語: 广西大学、チワン語: Gvangjsih Dayoz）は、中華人民共和国広西チワン族自治区南寧市にある重点大学である。

## 沿革
- 1928年　省立広西大学創設
- 1930年　理学部が梧州で正式に開課する
- 1932年　農学部・工学部を設置
- 1936年　省立師範専科学校を併合し、文法学院を設置
- 同年　省立医学院を併合し、医学院（現広西医科大学）を設置
- 1939年　国立広西大学と改称
- 1948年　文学部を設置
- 1950年　国立南寧師範学院を併合し、師範学院を設置
- 1997年　広西農業大学を併合

## 歴史

### 梧州および桂林時代（1928年–1953年）
1925年、李宗仁、白崇禧、黄紹竑を中心とする新桂系が広西を統一し、広西の人材育成を目的として広西大学の設立を決定した。1928年6月、黄紹竑は教育家の馬君武を招いて大学の設立準備を進め、同年10月10日、省立広西大学が梧州市河西区の蝶山に正式に設立された。馬君武が初代学長、盤珠祁が副学長に就任した。当時、広西省内には高校卒業生が少なかったため、3年制の予科を設け、初中卒業生および高校1年生を募集した。この時期、馬君武は白鵬飛、厳恩棫、馬名海などの教授を招聘し、教育基盤を整備した。
1929年6月、蒋桂戦争の影響で授業が一時中断された。1931年5月、広西政治委員会は招生再開を決定し、当初8月17日に予定されていた入学試験を9月10日に延期すると発表したが、8月20日に省政府が突然大学閉鎖を決定した。これに対し、学校と広西社会各界から強い抗議が起こり、9月2日に省政府は閉鎖決定を撤回し、授業が再開された。この年、理学院数理学科が設立され、1932年には農学院と工学院が開設された。1935年10月の創立7周年記念行事では、化学科の宋文政教授が新型爆薬の実演中に事故で殉職する出来事があった。
1936年6月、広西省政府は大学を改組し、黄旭初省主席が学長を兼任した。広西省立師範専門学校（現在の桂林良豊村雁山公園所在地）が広西大学文法学院に統合され（1941年4月に法商学院に改称）、朱仏定が秘書長兼文法学院長として実質的な学長職を担うことになった。また、陳望道と施復亮がそれぞれ文学科と社会学科の主任に就任した。その後、法商学院と広西省立医学院が統合されて広西大学医学院が設立され、理学院と工学院は理工学院に統合された。大学本部も南寧市に移転したが、理工学院と農学院は梧州に残った。その後、1936年10月に大学本部と文法学院は省政府とともに桂林良豊西林公園に移転した。1937年、医学院は独立し、広西医科大学となった。
広西大学は「抗日救亡」運動に積極的に参加し、満洲事変後には「広西大学抗日救国委員会」を設立し、デモや日貨ボイコットを組織した。盧溝橋事変後には、大日本帝国が占領した地域から多数の学生と教師を受け入れた。1938年2月、白鵬飛が学長に就任した。同年、梧州が日本軍の空襲を受けたため、理工学院が桂林市に、農学院が柳州市沙塘に移転した。また、この頃には、植物研究所、経済研究所、広西農林試験区、広西農事実験場が設立された。
1939年春、理工学院の学生が大学の国立化を求める「国立運動」を開始し、文法学院、農学院の学生や有力者・名士の支持も加わった。これを受けて、広西省政府は教育部に省立から国立へと設置者を変更することを申請し、8月に国民政府行政院はこれを承認た。大学名は国立広西大学に変更され、初代学長の馬君武が再び学長に任命され、大学組織の改正や施設拡充も行われた。
1940年8月、馬君武が病気で逝去し、行政院は広西省教育庁長の雷沛鴻を学長に任命した。雷沛鴻は学術の自由を主張し、抗戦民主運動を推進したが、政府の不満を招いた。1941年8月、行政院は雷沛鴻を解任し、高陽を学長に任命したが、学生は「拒高護校委員会」を組織して抗議し、高陽の就任を阻止した。高陽は憲兵の護衛で強行着任し、多数の学生を処分して反抗を抑圧した。1942年末、高陽が病気で辞任し、李運華が学長に就任し、校内の雰囲気が再び活発になった。1944年夏、長沙の戦いの発生を受けて大学は学生を疎開させ、本部も広西から移転した。総務長張先辰の指揮下で、一部の教員や学生と設備は貴州省榕江県に移動した。
1945年8月の日本降伏後、大学は広西に戻ってきたが、桂林の校舎は戦火で破壊されていたため、柳州・漓江沿いの第十六集団軍の婦孺工読学校を一時的に間借りした。その後、教育部の決定で農学院は桂林良豊雁山公園に、理工学院と法商学院は将軍橋に移転した。
1946年3月、李運華が辞任し、陳剣脩が学長に就任した。1947年、数理化学科が反内戦デモを主導し、1949年4月、陳剣脩が教育部試験院に移り、6月に盤珠祁が学長に就任した。この間、学生は民主運動を続け、1947年6月、一部学生が中国共産党と協力して、当時の中国大陸内の学生運動のスローガンであった「反飢餓、反内戦、反迫害」を掲げるデモを開催した。この時、共産党の名を避けたことや、広西省参議会議長蒋継伊の調停もあり、省政府の妨害を受けることはなかった。1949年3月、中央銀行による教育部からの資金差し押さえに対し、教員や学生が抗議デモを行った。この事件で陳剣脩が批判され辞任し、盤珠祁が復帰して護校活動を主導し、大学の管理権を中国人民解放軍に円滑に移譲した。
1948年、文学院が設置され、5月1日に『西大学報』が創刊された。1949年11月、中華人民共和国政府が大学を接収した。1950年2月、楊東莼が学長に任命された。同年、国立南寧師範学院が統合され、師範学院（後に文教学院に改称）が設立された。1951年3月、省立西江学院が全面統合された。1952年4月、毛沢東が校名を揮毫した。10月、農学院の農学科と林学科が独立し、広西農学院となった。

### 新大学設立支援のための縮小と休止（1953年–1958年）
1953年、中央人民政府高等教育部は広西大学を廃止し、学部を他大学に移管する措置を取った。文・理・師範科の一部は中山大学に移り、一部は広西師範学院として独立した。外文科は南昌大学と武漢大学に、教育科は華南師範学院に、経済科と会計銀行科は中南財経学院と武漢大学に、法学科は中南政法学院に、生物科は華中師範学院と中南衛生専門学校に、鉱冶科と機電科は中南鉱冶学院に、化学工学科は華南工学院に、土木科は中南土木建築学校と武漢大学に、化学・物理・数学科は中南鉱冶学院に、機械科は華南工学院と華中工学院に、園芸科は華南農学院に、畜牧科は華中農学院に、獣医科は江西農学院と湖南農学院に、植物保護科は河南農学院に移された。これにより大学は大幅に縮小し、1958年まで休眠状態となった。

### 復興と再建（1958年–1999年）
1958年、中央人民政府は南寧に新キャンパスを設けて広西大学を再建する計画を承認し、工学部から再構築が始まった。1961年、広西工学院と広西科学技術大学を吸収し、1962年には広西林業学院を統合して新たな農学部を設立した。1970年、広西労働大学が関連機関の広西農業学院に統合され、後に広西農業大学と改称された。1978年、初めて修士号の授与を行った。1997年3月、広西農業大学が再統合され農学部が強化された。1998年、初めて博士号の授与を行い、3つの博士課程が承認された。1999年、「211工程」に選ばれた。

### 21世紀
2001年、華南理工大学と協力協定を結んだ。2004年、少数民族向けの新大学設立が承認された。2006年12月、タイ王国のスパンブリーで孔子学院を共同設立した。2007年9月、国際教育学院を設立した。

## 組織

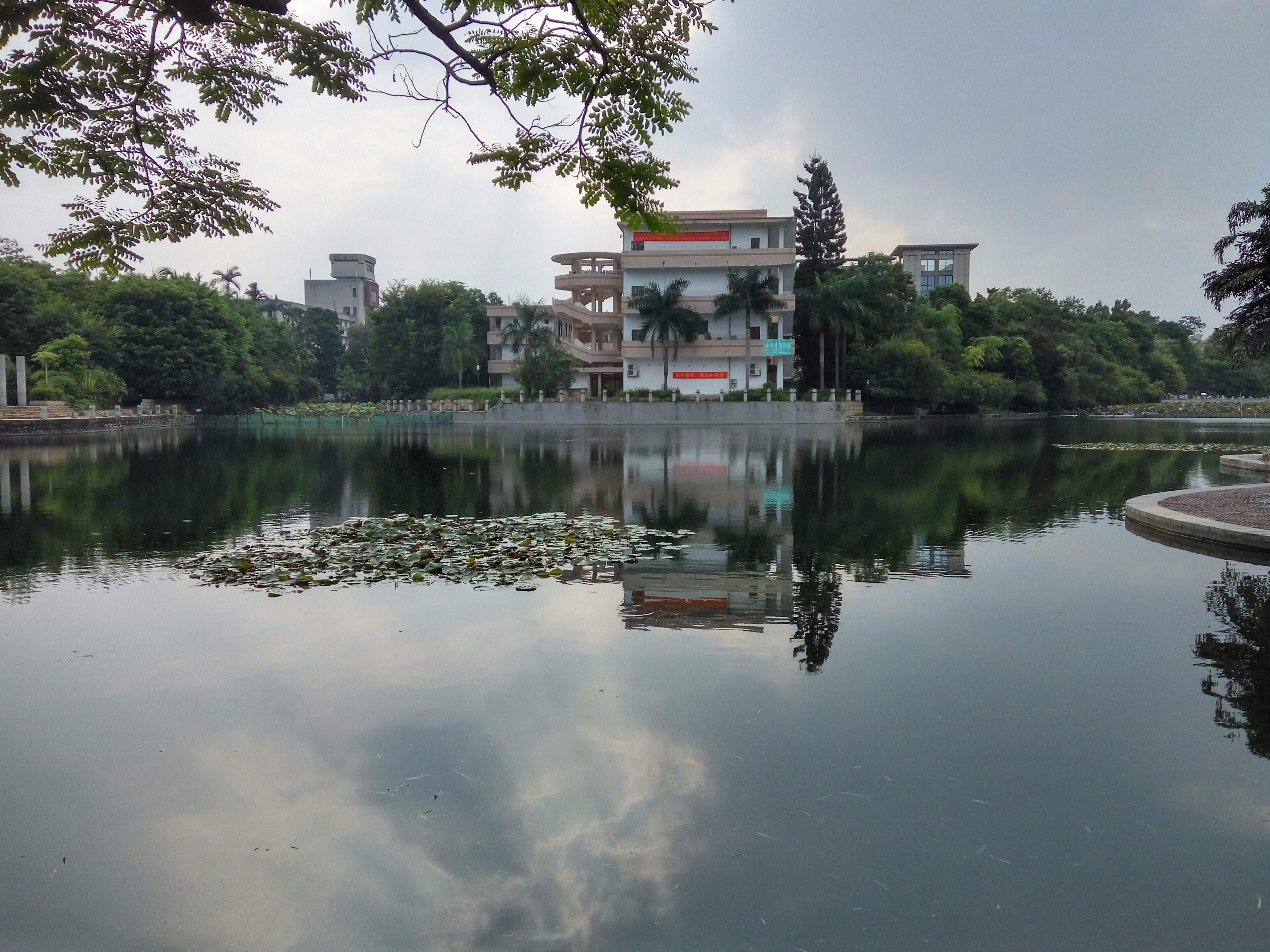
広西大学·碧雲湖

- 機械工学学部
- 動物科学技術学部
- 法学部
- 電気工程学部
- 文化与伝播学部
- 中加国際学部
- 土木建築工程学部
- 外国語学部
- 行健文理学部
- 化学化工学部
- 社会科学与管理学部
- 継続教育学部
- 計算機与電子信息学部
- 物理科学与工程技術学部
- 生命科学与技術学部
- 資源与環境学部
- 農学部
- 数学与信息科学学院
- 軽工与食品工程学院
- 商学院
- 林学部
- 体育教学部

## 日本における協定校
- 岐阜大学
- 熊本大学
- 熊本学園大学